# 2025–2026-os portugál női labdarúgó-bajnokság (első osztály)
A 2025–2026-os portugál női labdarúgó-bajnokság első osztálya (hivatalos nevén: Campeonato Nacional de Futebol Feminino, más néven Liga BPI) 41. szezonját tíz csapat részvételével rendezik meg. 
A portugál női bajnokság keretrendszerének tervezett módosításainak részeként, amelyek a 2026–27-es szezonnal zárulnak, a Campeonato Nacional csapatainak száma 12-ről 10-re csökkent a 2025–26-os szezonban.
2025. június 21-én a Damaiense csapata nem kapta meg szükséges engedélyét a Portugál Labdarúgó Szövetségtől, így nem vehet részt az első osztályú küzdelmekben. Helyét az osztályozón elbukott Famalicão együttese vette át.

## A bajnokság csapatai

### Csapatváltozások
| Feljutott az első osztályba | Kiesett a másodosztályba                                                       |
| --------------------------- | ------------------------------------------------------------------------------ |
| Vitória Guimarães Rio Ave   | Damaiense (nem kapott licencet) Estoril Praia Clube de Albergaria Vilaverdense |

### Csapatok adatai
| Klub              | Település              | Stadion                           | Férőhely | Vezetőedző      | 2024–25-ös helyezés |
| ----------------- | ---------------------- | --------------------------------- | -------- | --------------- | ------------------- |
| Benfica           | Lisszabon              | Benfica Campus                    | 2 721    | Filipa Patão    | 1.                  |
| Braga             | Braga                  | Estádio 1º de Maio                | 28 000   | Miguel Santos   | 3.                  |
| Famalicão         | Vila Nova de Famalicão | Campo Nº 2 Academia               | 2 000    | Rita Castro     | 9.                  |
| Marítimo          | Funchal                | Complexo Desportivo do Marítimo   | 1 824    | Albano Oliveira | 7.                  |
| Racing Power      | Seixal                 | Campo da Boa Hora                 | 3 000    | Manolo Cano     | 6.                  |
| Rio Ave           | Vila do Conde          | Complexo Desportivo do Rio Ave FC | 500      | Mara Vieira     | 3. II Divisão       |
| Sporting CP       | Lisszabon              | Estádio Aurélio Pereira           | 1 180    | Micael Sequeira | 2.                  |
| Torreense         | Torres Vedras          | Parque Desportivo Maximino Santos | 2 000    | Gonçalo Nunes   | 4.                  |
| Valadares Gaia    | Valadares              | Complexo Desportivo Valadares     | 750      | Zé Nando        | 5.                  |
| Vitória Guimarães | Guimarães              | Academia Vitória SC               | 2 500    | Ivo Roque       | 1. II Divisão       |

## Tabella
| Hely. | Csapat              | M | Gy | D | V | G+ | G– | Gk | P | Megjegyzés                   |
| ----- | ------------------- | - | -- | - | - | -- | -- | -- | - | ---------------------------- |
| 1.    | Benfica CV          | 0 | 0  | 0 | 0 | 0  | 0  | 0  | 0 | Bajnokok Ligája (csoportkör) |
| 2.    | Braga               | 0 | 0  | 0 | 0 | 0  | 0  | 0  | 0 | Bajnokok Ligája (3. forduló) |
| 3.    | Famalicão           | 0 | 0  | 0 | 0 | 0  | 0  | 0  | 0 | Bajnokok Ligája (2. forduló) |
| 4.    | Marítimo            | 0 | 0  | 0 | 0 | 0  | 0  | 0  | 0 |                              |
| 5.    | Racing Power        | 0 | 0  | 0 | 0 | 0  | 0  | 0  | 0 |                              |
| 6.    | Rio Ave Ú           | 0 | 0  | 0 | 0 | 0  | 0  | 0  | 0 |                              |
| 7.    | Sporting CP         | 0 | 0  | 0 | 0 | 0  | 0  | 0  | 0 |                              |
| 8.    | Torreense KGY       | 0 | 0  | 0 | 0 | 0  | 0  | 0  | 0 |                              |
| 9.    | Valadares Gaia      | 0 | 0  | 0 | 0 | 0  | 0  | 0  | 0 | Osztályozó                   |
| 10.   | Vitória Guimarães Ú | 0 | 0  | 0 | 0 | 0  | 0  | 0  | 0 | II Divisão                   |

### Helyezések fordulónként
| Csapat ╲ Forduló  | 1       | 2 | 3 | 4 | 5 | 6 | 7 | 8 | 9 | 10 | 11 | 12 | 13 | 14 | 15 | 16 | 17 | 18 | 19 | 20 |
| ----------------- | ------- | - | - | - | - | - | - | - | - | -- | -- | -- | -- | -- | -- | -- | -- | -- | -- | -- |
| Csapat ╲ Forduló  | Benfica |   |   |   |   |   |   |   |   |    |    |    |    |    |    |    |    |    |    |    |
| Braga             |         |   |   |   |   |   |   |   |   |    |    |    |    |    |    |    |    |    |    |    |
| Famalicão         |         |   |   |   |   |   |   |   |   |    |    |    |    |    |    |    |    |    |    |    |
| Marítimo          |         |   |   |   |   |   |   |   |   |    |    |    |    |    |    |    |    |    |    |    |
| Racing Power      |         |   |   |   |   |   |   |   |   |    |    |    |    |    |    |    |    |    |    |    |
| Rio Ave           |         |   |   |   |   |   |   |   |   |    |    |    |    |    |    |    |    |    |    |    |
| Sporting CP       |         |   |   |   |   |   |   |   |   |    |    |    |    |    |    |    |    |    |    |    |
| Torreense         |         |   |   |   |   |   |   |   |   |    |    |    |    |    |    |    |    |    |    |    |
| Valadares Gaia    |         |   |   |   |   |   |   |   |   |    |    |    |    |    |    |    |    |    |    |    |
| Vitória Guimarães |         |   |   |   |   |   |   |   |   |    |    |    |    |    |    |    |    |    |    |    |